# باغچه مینو
باغچه مینو سریالی طنز به کارگردانی رضا صفدری و تهیه‌کنندگی محمد کاشانی است که در سال ۱۳۸۲ از شبکه سوم سیما پخش شد.
داستان یک باغ بزرگ موروثی است که مراسم‌های مختلفی چون عزا و عروسی در آن برگزار می‌شود و مراسم‌های مختلف و گاه و بیگاه متضاد، ماجراهای کمیک و جالبی را به وجود می‌آورد.

## بازیگران
- فتحعلی اویسی «منوچهر مینو»
- بیژن بنفشه‌خواه «امید مینو»
- طیبه ابراهیم «مستانه مینو»
- رابعه اسکویی «سامیه»
- سیدجواد رضویان «زینال»
- رضا داوودنژاد «نادر»
- زهرا داوودنژاد «نازنین»
- محیا دهقانی «درسا»
- سوسن مقصودلو «مادر نادر و نازنین»
- پرند زاهدی «دختر دکتر خاموش»
- سیاوش چراغی پور «دکتر خاموش»
- زهره صفوی «مادر منوچهر»

## بازیگران کودکان ونوجوانان
- محمدرضا هدایتی
- رضا فیاضی
- حجت‌الله مفیدی
- غلامرضا بنفشه‌خواه
- محمدرضا حقگو
- زهرا صفوی
- امیر زریوند
- علی اصغر حیدری
- رابعه اسکوئی
- محمود بنفشه‌خواه
- علی ابوالحسنی
- الیکا عبدالرزاقی
- مهستی کدخدائی
- محمدرضا درویشی
- محمد ارشادی
- عباس علیجانی
- علیرضا منوچهری
- علیرضا اویسی
- میترا حکیم‌هاشمی
- عباس قاصدی
- آذر برجی
- سهیل ابوذر
- جعفر جعفری‌زاده
- علیرضا ناظری فصیحی
- آزاده محتشم
- فرهاد تیموری
- محمد رضائی
- نسرين خسروانی
- ساناز موسوی
- بتینا مظلومی
- فرزانه حسینی
- سید رضا حسینی